# Chi Từ cô
Chi Từ cô (danh pháp khoa học: Sagittaria) là chi thực vật có hoa trong họ Alismataceae.
Hầu hết các loài trong chi là loài bản địa Nam, Trung, Bắc Mỹ, nhưng cũng có một số từ châu Âu, châu Phi và châu Á.

## Các loài

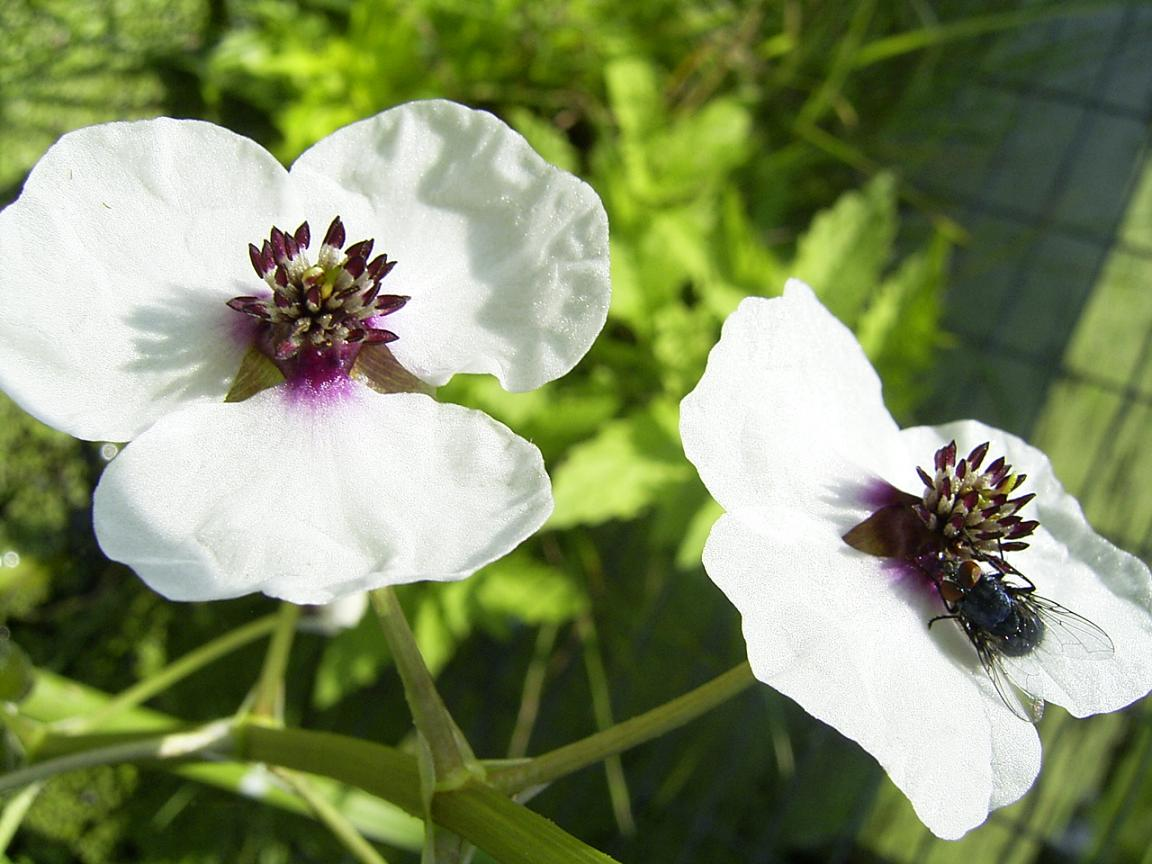
Hoa của Sagittaria sagittifolia

| - Sagittaria aginashii Makino - Sagittaria ambigua J.G. Sm. - Sagittaria australis (J.G. Sm.) Small - Sagittaria brevirostra Mackenzie et Bush - Sagittaria chapmanii (J.G. Sm.) C.Mohr - Sagittaria cristata Engelm. - Sagittaria cuneata Sheldon - Sagittaria demersa J.G. Sm. - Sagittaria engelmanniana J.G. Sm. - Sagittaria fasciculata E.O. Beal - Sagittaria filiformis J.G. Sm. - Sagittaria graminea Michx. - Sagittaria guayanensis Kunth - Sagittaria intermedia Micheli - Sagittaria isoetiformis J.G.Sm. - Sagittaria kurziana Glück - Sagittaria lancifolia L. - Sagittaria latifolia Willd. - Sagittaria lichuanensis J.K.Chen, X.Z.Sun & H.Q.Wang | - Sagittaria longiloba Engelm. ex J.G. Sm. - Sagittaria macrocarpa J.G.Sm. - Sagittaria macrophylla Zucc. - Sagittaria montevidensis Cham. & Schlecht. - Sagittaria natans Pall. - Sagittaria papillosa Buch. - Sagittaria planitiana G.Agostini - Sagittaria platyphylla (Engelm.) J.G.Sm. - Sagittaria potamogetifolia Merr. - Sagittaria pygmaea Miq. - Sagittaria rhombifolia Cham. - Sagittaria rigida Pursh - Sagittaria sagittifolia L. - Sagittaria sanfordii Greene - Sagittaria secundifolia Kral - Sagittaria sprucei Micheli - Sagittaria subulata (L.) Buch. - Sagittaria tengtsungensis H.Li - Sagittaria teres S. Wats. - Sagittaria trifolia L. |

## Hình ảnh

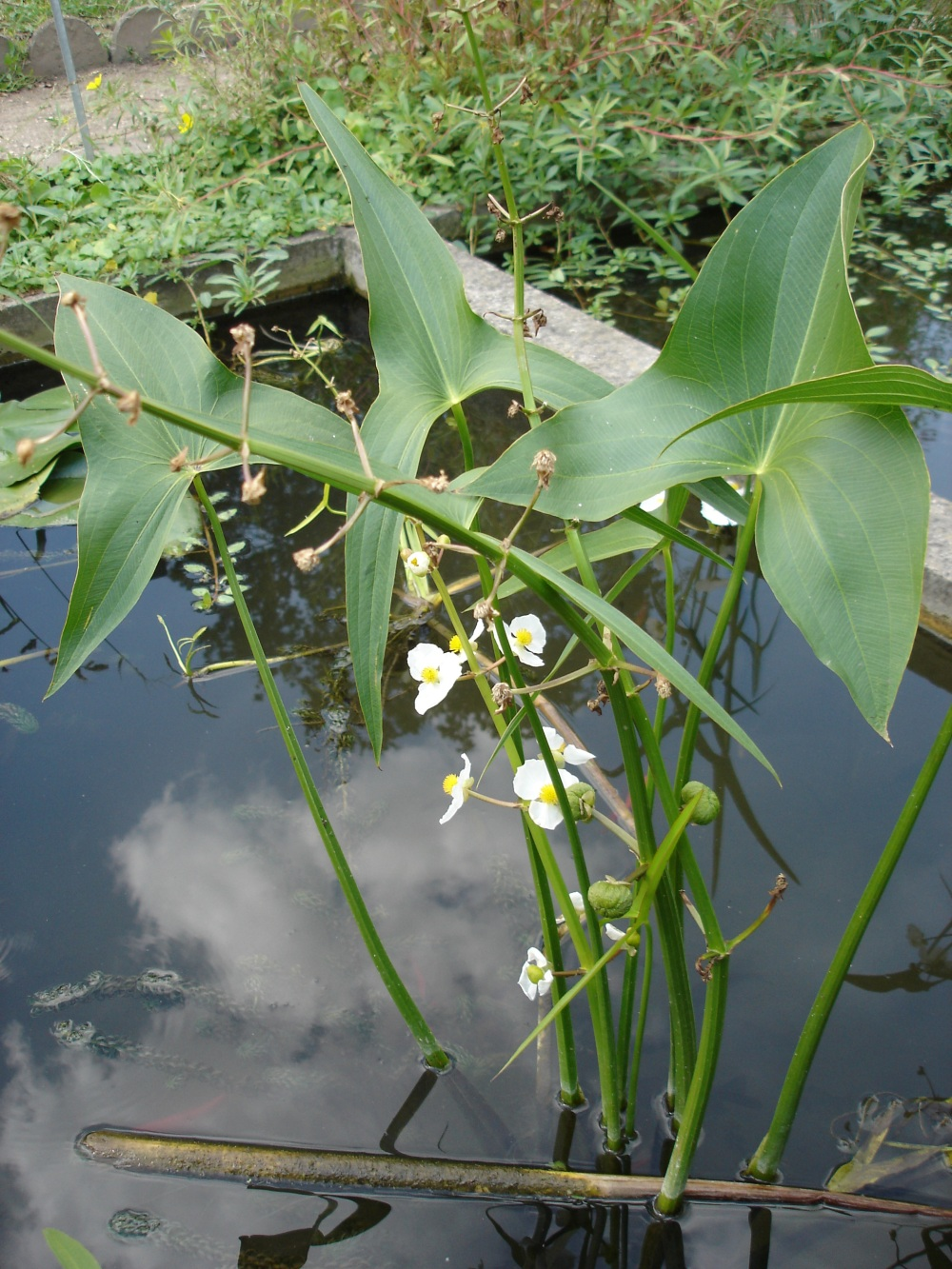
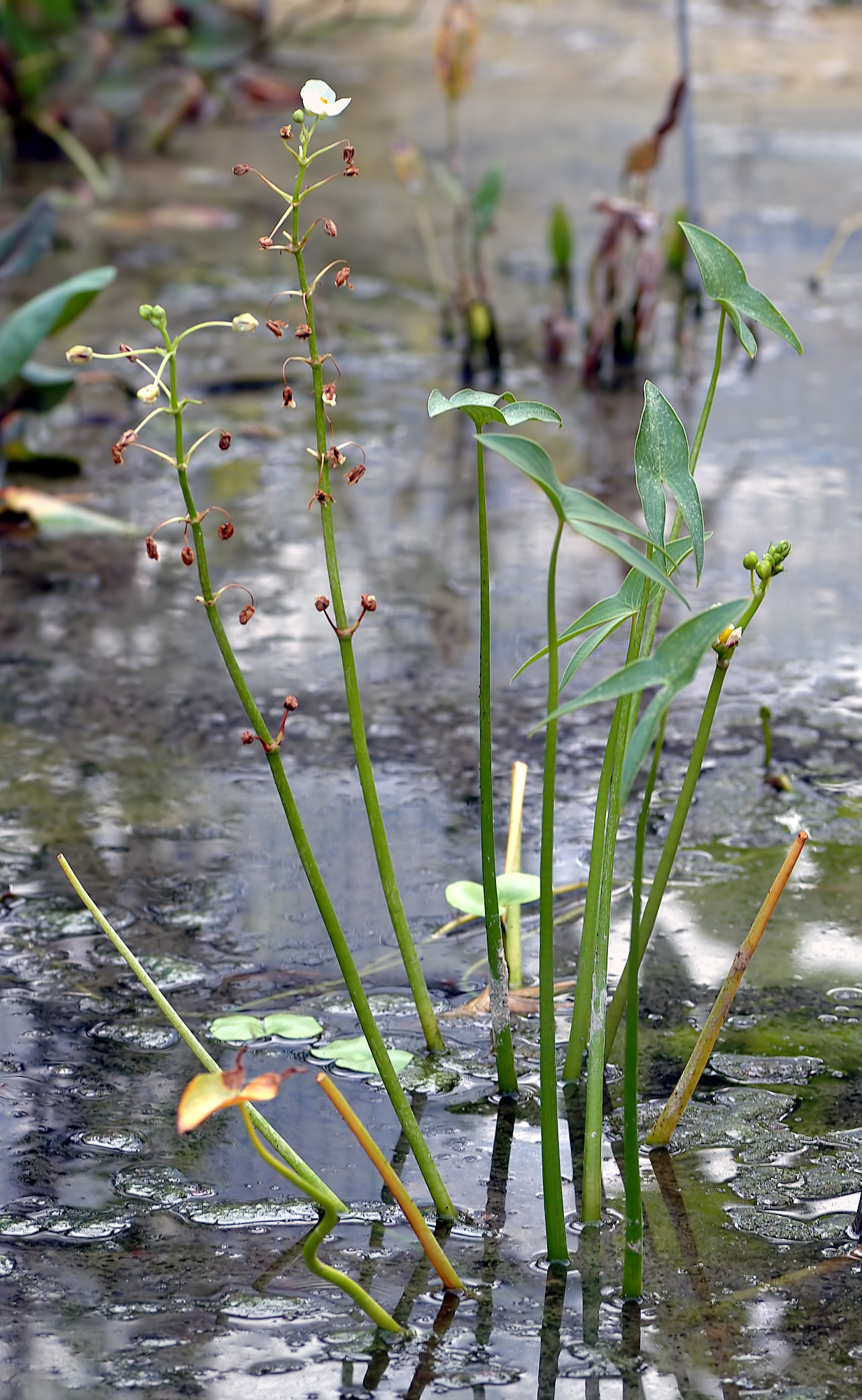
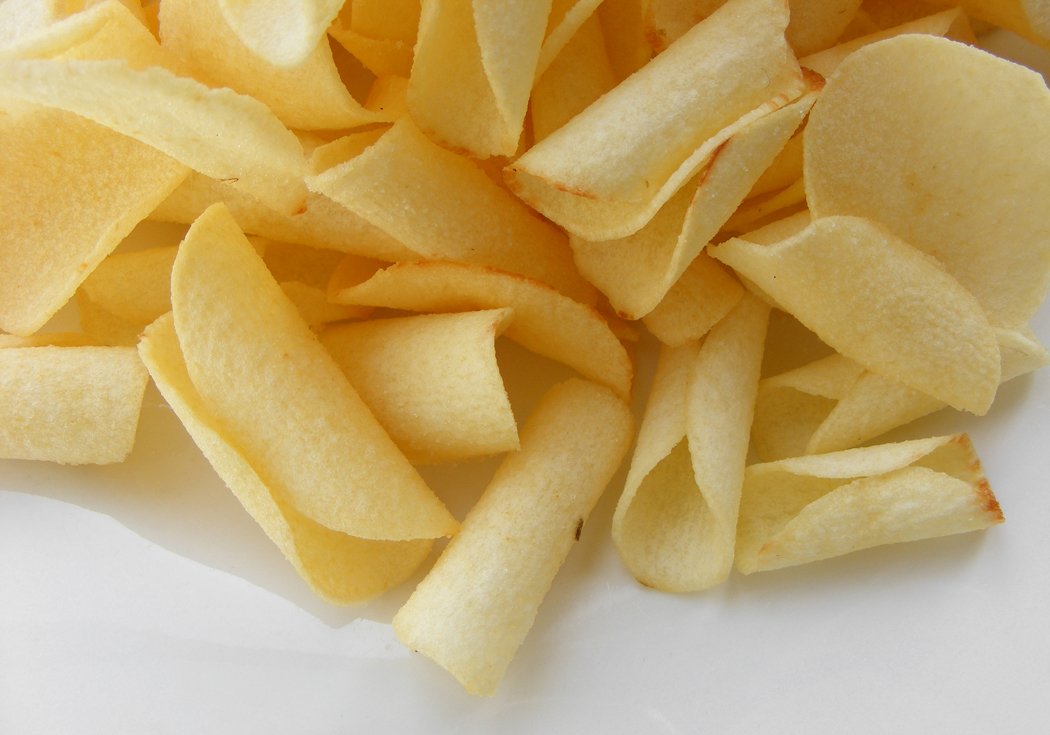
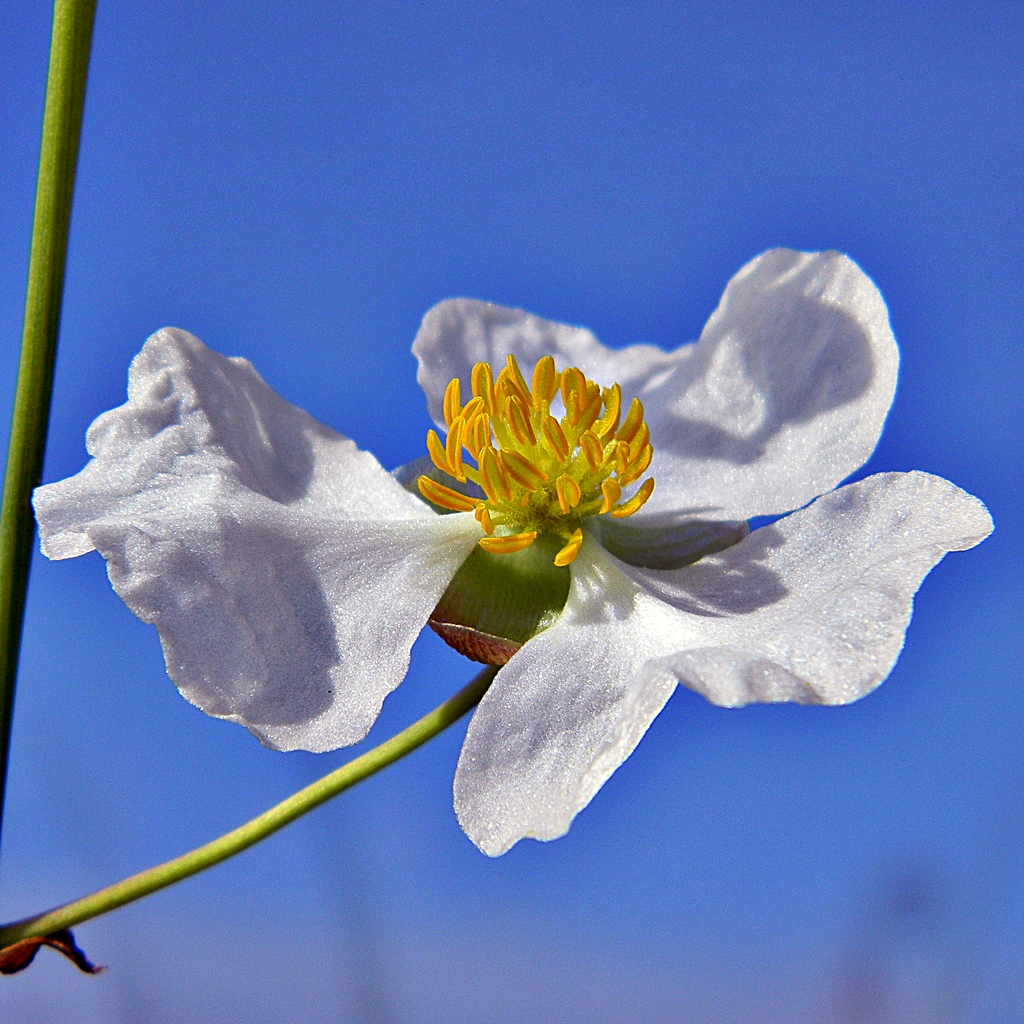
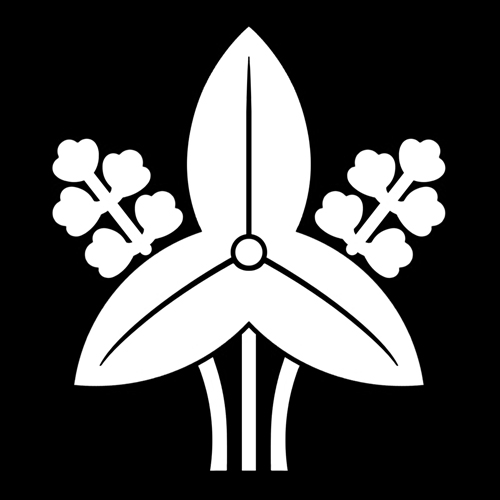